# François Marc Louis Naville
Pour les articles homonymes, voir Naville.
François Marc Louis Naville, né le 11 juillet 1784 à Genève et mort le 22 mars 1846 à Vernier, est un éducateur genevois.

## Biographie
Tout d'abord pasteur dans différentes communes genevoises, il crée, en 1818, un institut d'éducation à Vernier. En 1828, il obtint une médaille d'or à un concours ouvert en 1828 par la Société des méthodes d'enseignement de Paris pour son ouvrage L'Éducation publique. Il est le père d'Ernest Naville, et l'arrière-grand-père de François Naville.

## Publications
- L'Éducation publique, Genève et Paris 1828, 1832, 1833.
- De la Charité légale, de ses effets, de ses causes, et spécialement des maisons de travail, et de la proscription de la mendicité, publié en deux volumes en 1836
- L'Éclectisme, mémoire présenté au Congrès scientifique de Strasbourg, en 1842
- Mémoire explicatif du tableau des études dans l'établissement de Vernier, qui fut son dernier ouvrage et parut en 1846